# João Paulo de Oliveira
João Paulo Lima de Oliveira (né le 13 juillet 1981 à São Paulo au Brésil), est un pilote automobile brésilien.

## Biographie

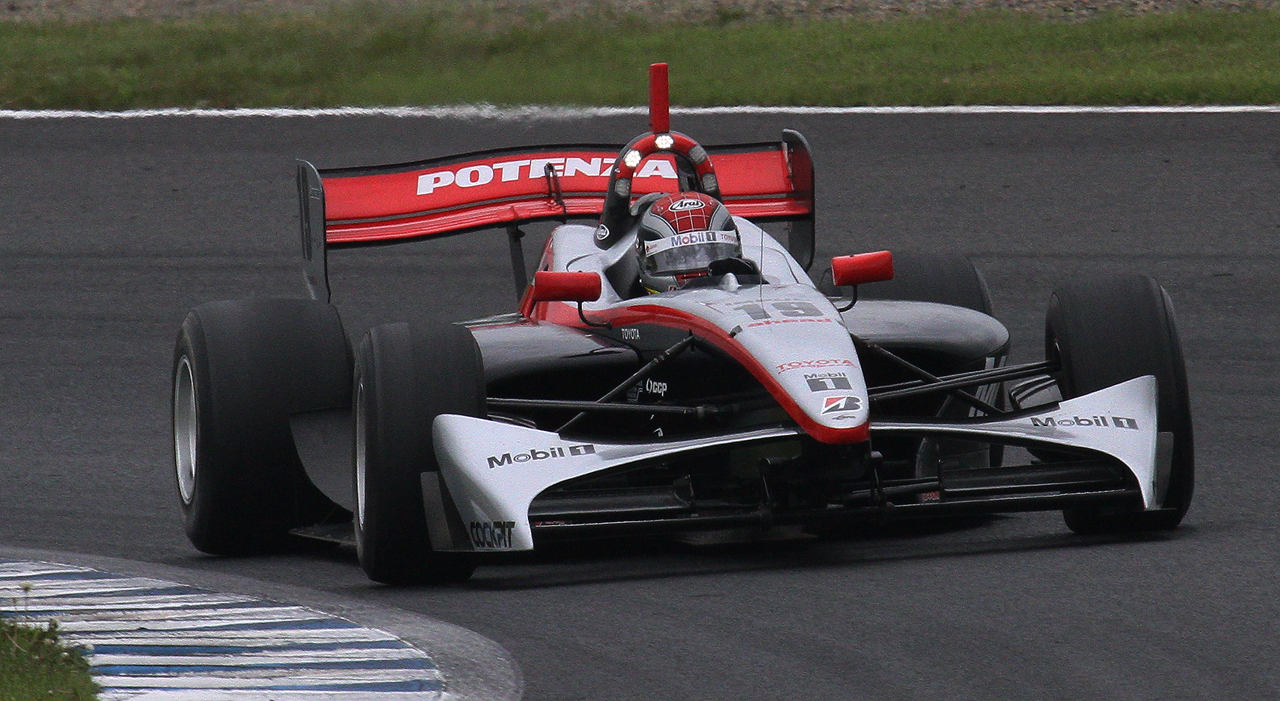
De Oliveira à Motegi, lors du championnat de Formula nippon 2010

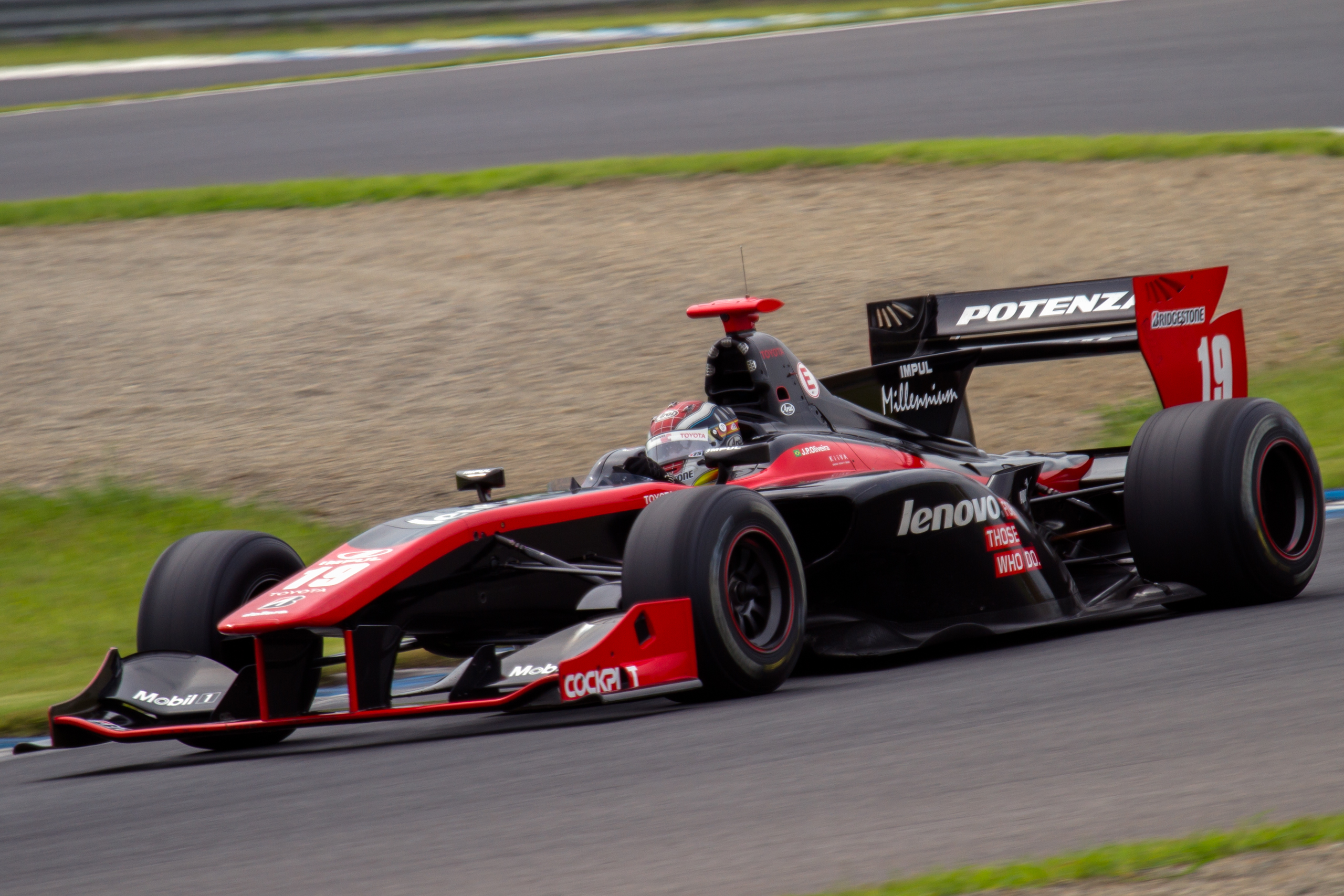
De Oliveira à Motegi, lors du championnat de Super Formula 2014

Durant sa carrière, il dispute de nombreux championnats, notamment celui de Formule 3 sudaméricaine et de Formule 3 allemande qu'il remporte respectivement en 1999 et 2003.
En 2004, il part au Japon concourir en Formule 3 nippone et termine 2e, il remporte le championnat l'année suivante.

À partir de 2006, il alterne le Super GT et la Formula Nippon, où il finit 1er du classement en 2010.

Il participe à une manche d'IndyCar Series en 2011, à Motegi, et y termine 26e.

## Palmarès
- 1999 : Formula 3 Sudamericana Light, 1er, 9 victoires
- 2000 : Formula 3 Sudamericana, 2e, 5 victoires
- 2001 : Championnat d'Allemagne de Formule 3, 7e, 1 victoire
- 2002 : Championnat d'Allemagne de Formule 3, 12e
- 2003 : Championnat d'Allemagne de Formule 3, 1er, 13 victoires
- 2004 : Championnat du Japon de Formule 3, 2e, 6 victoires
- 2005 : Championnat du Japon de Formule 3, 1er, 7 victoires
- 2006 :
  - Super GT, 15e
  - Formula Nippon, 1 course, NC
- 2007 :
  - Super GT, 10e, 1 victoire
  - Formula Nippon, 8e
- 2008 :
  - Super GT, 14e, 1 victoire
  - Formula Nippon, 6e, 1 victoire
- 2009 :
  - Super GT, 8e, 1 victoire
  - WTCC, 2 courses, NC
- 2010 :
  - Super GT, 10e, 1 victoire
  - Formula Nippon, 1er, 2 victoires
- 2011 : IndyCar Series, 3 courses, 37e